# Qué te pasa
" Qué te pasa" es una canción bailable escrita por J.R. Florez y Gian Pietro DiFelissati, producida por Felissatti e interpretada por el cantante mexicano Yuri . Fue lanzado en 1987 como el primer sencillo de su séptimo álbum de estudio Aire (1987), y se convirtió en su primer sencillo número uno en la lista Billboard Hot Latin Tracks y ganó el Premio Lo Nuestro a la Canción Pop del Año en 1989 
Esta canción fue un éxito en México y Estados Unidos, llevando al álbum padre a su punto máximo en el puesto número ocho en los Billboard Latin Pop Albums y ventas aproximadas de un millón y medio de unidades en América Latina .  

## Antecedentes
En 1987, luego de su tercera participación en el Festival OTI, Yuri hizo una aparición especial en el concurso Miss México, junto al también cantante mexicano Luis Miguel, y esta sería una de sus últimas presentaciones ese año, ya que decidió casarse con Fernando Iriarte. . Grabó a finales de 1987 Aire, bajo la dirección de DiFelisatti y J.R. Florez . Este fue su último álbum con EMI, ya que firmó con Sony Music en 1988. El primer sencillo lanzado de este álbum fue "Qué Te Pasa", canción que fue incluida veinte años después en el primer álbum en vivo de Yuri , Vive la Historia .   La canción también apareció en la película Selena (1997), protagonizada por Jennifer López . 

## Rendimiento del gráfico
"Qué Te Pasa" estuvo dieciséis semanas en el número uno, superando los récords de las también cantantes mexicanas Daniela Romo y Ana Gabriel, cuando sus sencillos " De Mí Enamórate " y " Ay Amor ", respectivamente, estuvieron catorce semanas en la cima del ranking. la lista, convirtiéndose en la canción con más semanas en el número uno en los años 80.  Yuri mantuvo este récord durante doce años, hasta Son By Four con " A Puro Dolor ", que permaneció 20 semanas en el número uno en 2000.  Hasta la fecha, sólo una cantante femenina ha pasado más semanas en la cima: Shakira con " La Tortura ", 25 semanas en 2005.  Actualmente, la canción ocupa el puesto duodécimo entre las canciones con más semanas en la cima de la lista. 
La canción debutó en la lista Billboard Hot Latin Tracks en el número 36 el 9 de abril de 1988 y subió al top diez tres semanas después.   Alcanzó la primera posición de la lista el 5 de mayo de 1988, reemplazando a " Ay Amor " de la cantante mexicana Ana Gabriel y siendo reemplazada dieciséis semanas después por " María " de Franco .  La canción terminó el año como el segundo sencillo con mejor interpretación de 1988, sólo superado por "Ay Amor" de Gabriel.